# Ässtjärnen, Ångermanland
Ässtjärnen är en sjö i Sollefteå kommun i Ångermanland och ingår i Ångermanälvens huvudavrinningsområde. Sjön har en area på 0,063 kvadratkilometer och ligger 271,8 meter över havet.

## Delavrinningsområde
Ässtjärnen ingår i det delavrinningsområde (708763-156222) som SMHI kallar för Mynnar i Ångermanälven. Medelhöjden är 321 meter över havet och ytan är 34,9 kvadratkilometer. Räknas de 4 avrinningsområdena uppströms in blir den ackumulerade arean 123,26 kvadratkilometer. Ässan som avvattnar avrinningsområdet har biflödesordning 2, vilket innebär att vattnet flödar genom totalt 2 vattendrag innan det når havet efter 149 kilometer. Avrinningsområdet består mestadels av skog (74 procent) och sankmarker (19 procent). Avrinningsområdet har 0,06 kvadratkilometer vattenytor vilket ger det en sjöprocent på 0,2 procent.